# دولار-ده-اورمو

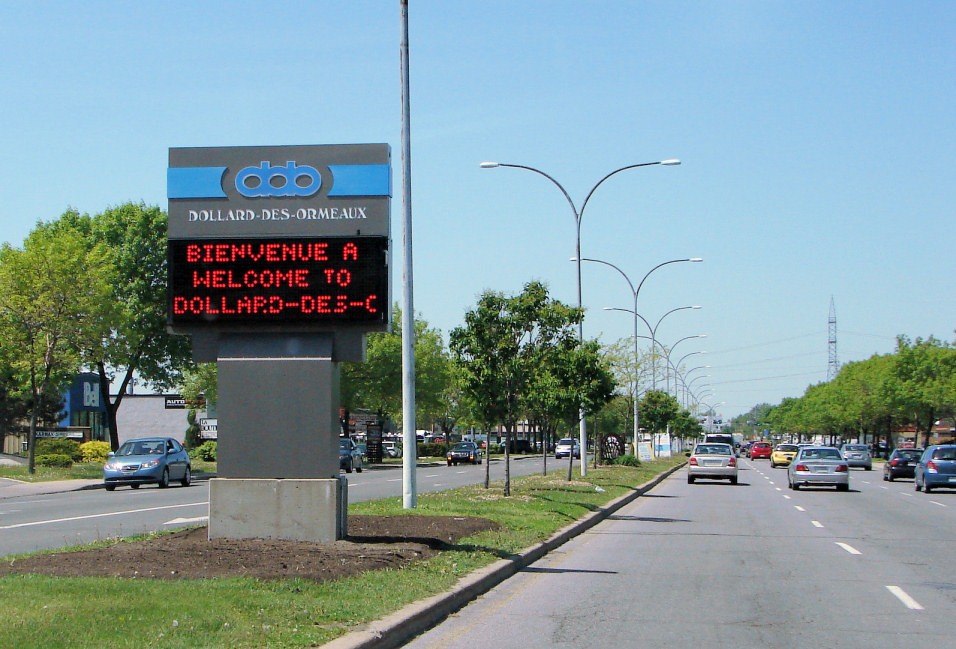
نمایی از وروی شهرک دولار-ده-اورمو در ناحیه مونترئال، کبک کانادا - ۲۰۱۰

دولار-ده-اورمو (به فرانسوی: Dollard-des-Ormeaux) شهرکی در ناحیه مونترئال در استان کبک کانادا است. در سرشماری سال ۲۰۱۱ این شهرک ۵۰٬۷۰۷ نفر جمعیت داشته‌است و مساحت آن ۱۵٫۲ کیلومتر مربع است.